# آثار روستای رود سمه
آثار روستای رود سمه در شهرستان کهگیلویه، روستای رود سمه واقع شده و این اثر در تاریخ ۲۴ فروردین ۱۳۸۲ با شمارهٔ ثبت ۸۲۹۱ به‌عنوان یکی از آثار ملی ایران به ثبت رسیده است.